# 11324 Hayamizu
11324 Hayamizu (1995 QQ3) là một tiểu hành tinh vành đai chính được phát hiện ngày 30 tháng 8 năm 1995 bởi K. Endate và K. Watanabe ở Kitami.